# Søborg Sø
Søborg Sø är en   sjöbotten och resterna av en torrlagd sjö på ön Sjælland i Danmark. Den ligger i Region Hovedstaden, i den östra delen av landet. Den högsta punkten i närheten är 43 meter över havet, 1,6 km nordost om Søborg Sø.  Trakten runt sjön består till största delen av jordbruksmark.